# Kati Hiekkapelto
Kati Hiekkapelto (* 8. September 1970 in Oulu, Finnland) ist eine finnische Schriftstellerin.

## Leben
Die studierte Sonderpädagogin Kati Hiekkapelto lebte eine Zeit lang unter der ungarischen Minderheit in Serbien, bevor sie als Lehrerin arbeitete.
Mit dem Kriminalroman Kolibri debütierte Hiekkapelto 2013 als Schriftstellerin. Die Geschichte um die Kommissarin Anna Fekete, eine jugoslawische Ungarin, die seit ihrer Kindheit in Finnland lebt, wurde sowohl ein Kritiker- als auch ein Publikumserfolg. In der Übersetzung von Gabriele Schrey-Vasara erschien das gleichnamige Buch am 15. September 2014 im Münchener Heyne Verlag in deutscher Sprache. Für ihren zweiten Roman Suojattomat, welcher 2015 unter dem Titel Die Schutzlosen in deutscher Sprache erschien, wurde sie 2015 mit dem renommierten Finnischen Krimipreis ausgezeichnet.
Mit ihrer Familie lebt sie auf einem Bauernhof auf der nordfinnischen Insel Hailuoto.

## Werke (Auswahl)
- Kolibri (2013; deutsch: Kolibri, Heyne Verlag, München 2014, ISBN 978-3-453-26936-1)
- Suojattomat (2014; deutsch: Die Schutzlosen, Heyne Verlag, München 2015, ISBN 978-3-453-26937-8)
- Tumma (2016; deutsch: Schattenschlaf, Heyne Verlag, München 2017, ISBN 978-3-453-26938-5)
- Hiillos (2018)